# Tiro ai Giochi della XXIII Olimpiade
Le gare di tiro ai Giochi della XXIII Olimpiade si svolsero presso il Prado Olympic Shooting Park di Chino dal 29 luglio al 4 agosto.
Il programma prevedeva 11 gare: 6 maschili, 3 femminili e 2 miste.

## Podi

### Uomini
| Evento                               | Oro              | Perform. | Argento            | Perform. | Bronzo           | Perform. |
| Pistola                              |                  |          |                    |          |                  |          |
| 25 metri (dettagli)                  | Takeo Kamachi    | 595      | Jurgen Wiefel      | 593      | Rauno Bies       | 591      |
| 50 metri (dettagli)                  | Xu Haifeng       | 566      | Ragnar Skanåker    | 565      | Wang Yifu        | 564      |
| Carabina                             |                  |          |                    |          |                  |          |
| 10 metri (dettagli)                  | Philippe Heberlé | 589      | Andreas Kronthaler | 587      | Barry Daggern    | 587      |
| 50 metri a terra (dettagli)          | Edward Etzel     | 599      | Michel Bury        | 596      | Michael Sullivan | 596      |
| 50 metri tre posizioni (dettagli)    | Malcolm Cooper   | 1173     | Daniel Nipkow      | 1163     | Alister Allan    | 1162     |
| Bersaglio mobile 50 metri (dettagli) | Li Yuwei         | 587      | Helmut Bellingrodt | 584      | Huang Shiping    | 581      |

### Donne
| Evento                            | Oro         | Perform. | Argento       | Perform. | Bronzo       | Perform. |
| Pistola                           |             |          |               |          |              |          |
| Pistola 25 metri (dettagli)       | Linda Thom  | 585      | Jurgen Wiefel | 585      | Rauno Bies   | 583      |
| Carabina                          |             |          |               |          |              |          |
| 10 metri (dettagli)               | Pat Spurgin | 393      | Edith Gufler  | 391      | Wu Xiaoxuan  | 389      |
| 50 metri tre posizioni (dettagli) | Wu Xiaoxuan | 581      | Ulrike Holmer | 578      | Wanda Jewell | 578      |

### Misti
| Evento                    | Oro                 | Perform. | Argento             | Perform. | Bronzo              | Perform. |
| Tiro a volo               |                     |          |                     |          |                     |          |
| Fossa olimpica (dettagli) | Luciano Giovannetti | 192      | Francisco Boza      | 192      | Daniel Carlisle     | 192      |
| Skeet (dettagli)          | Matthew Dryke       | 198      | Ole Riber Rasmussen | 196      | Luca Scribani Rossi | 196      |

## Medagliere
| Posizione | Paese          |    |    |    | Totale |
| --------- | -------------- | -- | -- | -- | ------ |
| 1         | Stati Uniti    | 3  | 1  | 2  | 6      |
| 2         | Cina           | 3  | 0  | 3  | 6      |
| 3         | Italia         | 1  | 1  | 1  | 3      |
| 4         | Francia        | 1  | 1  | 0  | 2      |
| 5         | Regno Unito    | 1  | 0  | 3  | 4      |
| 6         | Canada         | 1  | 0  | 0  | 1      |
| 6         | Giappone       | 1  | 0  | 0  | 1      |
| 8         | Austria        | 0  | 1  | 0  | 1      |
| 8         | Colombia       | 0  | 1  | 0  | 1      |
| 8         | Danimarca      | 0  | 1  | 0  | 1      |
| 8         | Perù           | 0  | 1  | 0  | 1      |
| 8         | Romania        | 0  | 1  | 0  | 1      |
| 8         | Svezia         | 0  | 1  | 0  | 1      |
| 8         | Svizzera       | 0  | 1  | 0  | 1      |
| 8         | Germania Ovest | 0  | 1  | 0  | 1      |
| 16        | Australia      | 0  | 0  | 1  | 1      |
| 16        | Finlandia      | 0  | 0  | 1  | 1      |
| Totale    | Totale         | 11 | 11 | 11 | 33     |